# Carlos Cillóniz
Carlos Cillóniz (Ica, 1910. július 1. – Lima, 1972. október 24.), perui válogatott labdarúgó.
A perui válogatott tagjaként részt vett az 1930-as világbajnokságon.

## Külső hivatkozások
- Carlos Cillóniz a FIFA.com honlapján Archiválva 2015. február 3-i dátummal a Wayback Machine-ben